# منطقه تاریخی میدان لاکربی
منطقه تاریخی میدان لاکربی (انگلیسی: Lockerbie Square Historic District) یک منطقه تاریخی ملی در فهرست اماکن ملی تاریخی ایندیاناپلیس، ایندیانا است که در ۲۳ فوریه ۱۹۷۳ در فهرست ثبت ملی اماکن تاریخی ثبت شد و با افزایش مرز در ۲۸ ژوئیه ۱۹۸۷ به ثبت رسید. سبک معماری در این منطقه معماری فدرال، سبک ایتالیایی‌مآب و سبک ملکه آنی می‌باشد. سبک آبکاری اصلی میدان لاکربی، توسط جانت اسمیت لاکربی مکوات انجام شد و نام پدرش جورج موری لاکربی مهاجر اسکاتلندی در سالهای ۱۸۷۴ تا ۱۸۵۰ بود. در دهه ۱۹۶۰ تلاش زیادی برای نجات ساختمان‌ها داخل منطقه انجام شد و به اولین منطقه تاریخی تبدیل شد. در ایندیاناپلیس بسیاری از ساختمان‌ها از سال ۱۸۵۵ تا ۱۹۳۰ قدمت دارند. جیمز ویتکامب رایلی، شاعر مشهور هوسیر، بیش از دو دهه در این منطقه زندگی کرد. او معروف بود که در پیاده‌روی‌های معمولی خود به کودکان محلی آب نبات می‌داد.

## تاریخچه
میدان لاکربی قدیمی‌ترین محله مسکونی سالم ایندیاناپلیس است. لاکربی در ضلع شمال شرقی تخت الکساندر رالستون ایندیاناپلیس در تقاطع خیابان شرقی و خیابان نیویورک واقع شده‌است. مرز غربی ناحیه خیابان شرقی است، به‌همین دلیل نام آن مرز شرقی اصلی ایندیاناپلیس بود. این محله مستقیماً در جنوب منطقه فرهنگی خیابان ماساچوست، ایندیاناپلیس و در شمال منطقه ناحیه کول-نوبل قرار دارد. میدان لاکربی در فاصله ۴/۳ مایلی (۲/۱ کیلومتری)، مونومنت سیرکل، یکی از اولین حومه‌های پیاده‌روی ایندیاناپلیس بود.
به‌دلیل مهاجران آلمانی متعددی که در این منطقه از سال ۱۸۴۸ شروع به زندگی می‌کردند، در یک نقطه آن را گرمان تاون نامیدند.
تقاضای مسکن در دهه ۱۸۸۰ باعث رونق و رشد منطقه لاکربی شد.
پس از جنگ جهانی اول، ساکنان به سمت شمال ایندیاناپلیس نقل مکان کردند. این محله رو به زوال رفت تا تلاش‌های بازسازی دهه ۱۹۶۰ و ۱۹۷۰ آغاز شد. بنیاد بناهای تاریخی ایندیانا که به تازگی تأسیس شده‌است به بازسازی این منطقه کمک کرد، و بازسازی آنها بر اساس تکنیک‌های حفاظتی انجام شده در دهکده آلمانی کلمبوس، اوهایو انجام شد.
در سال ۲۰۲۱، ایندیاناپلیس پروپیلئوم سابقه فیلمبرداری یک ساعته این منطقه را ثبت کرد، که شامل بسیاری از عکس‌های قبل و بعد از آن است که دگرگونی محله را به تصویر می‌کشد.